# Dušan Marković
Dušan „Luks“ Marković (v srbské cyrilici: Душан „Лукс“ Mapкoвић; 9. března 1906 – 29. listopadu 1974) byl jugoslávský fotbalista a fotbalový trenér.
Měl pověst skvělého a efektivního útočníka. Jeho zabijácký instinkt býval probouzen zvláště, když nastoupil proti BSK Bělehrad, nejlepšímu předválečnému srbskému klubu. Skóroval alespoň jednou v každém zápase, který proti BSK hrál. Byl obzvláště nebezpečný, protože měl schopnost střílet a překvapit brankáře z jakéhokoli úhlu.
Většinu své kariéry strávil v FK Vojvodina, kde hrál 14 let, mezi lety 1921 a 1935. Byl jedním z nejdůležitějších hráčů klubu v meziválečném období. Poté krátce působil v BSK Bělehrad a francouzském klubu Grenoble.
Nějakou dobu byl členem jugoslávské fotbalové reprezentace, ale odehrál pouze jeden zápas, jako náhradník slavného útočníka Blagoje Marjanoviće v přátelském utkání hraném 9. října 1932 v Praze proti Československu. Byl součástí jugoslávského týmu na Mistrovství světa ve fotbale 1930, ale nehrál žádný zápas.
Po odchodu do hráčského důchodu zůstal spojen s fotbalem jako manažer, trénoval několik klubů v Jugoslávii. V nejvyšší soutěži to byl Gragjanski Skopje (1939) a Željezničar Sarajevo (1939-1941). 
Zemřel v roce 1974 po operaci prostaty.